# Neue Johanneskirche (Hanau)

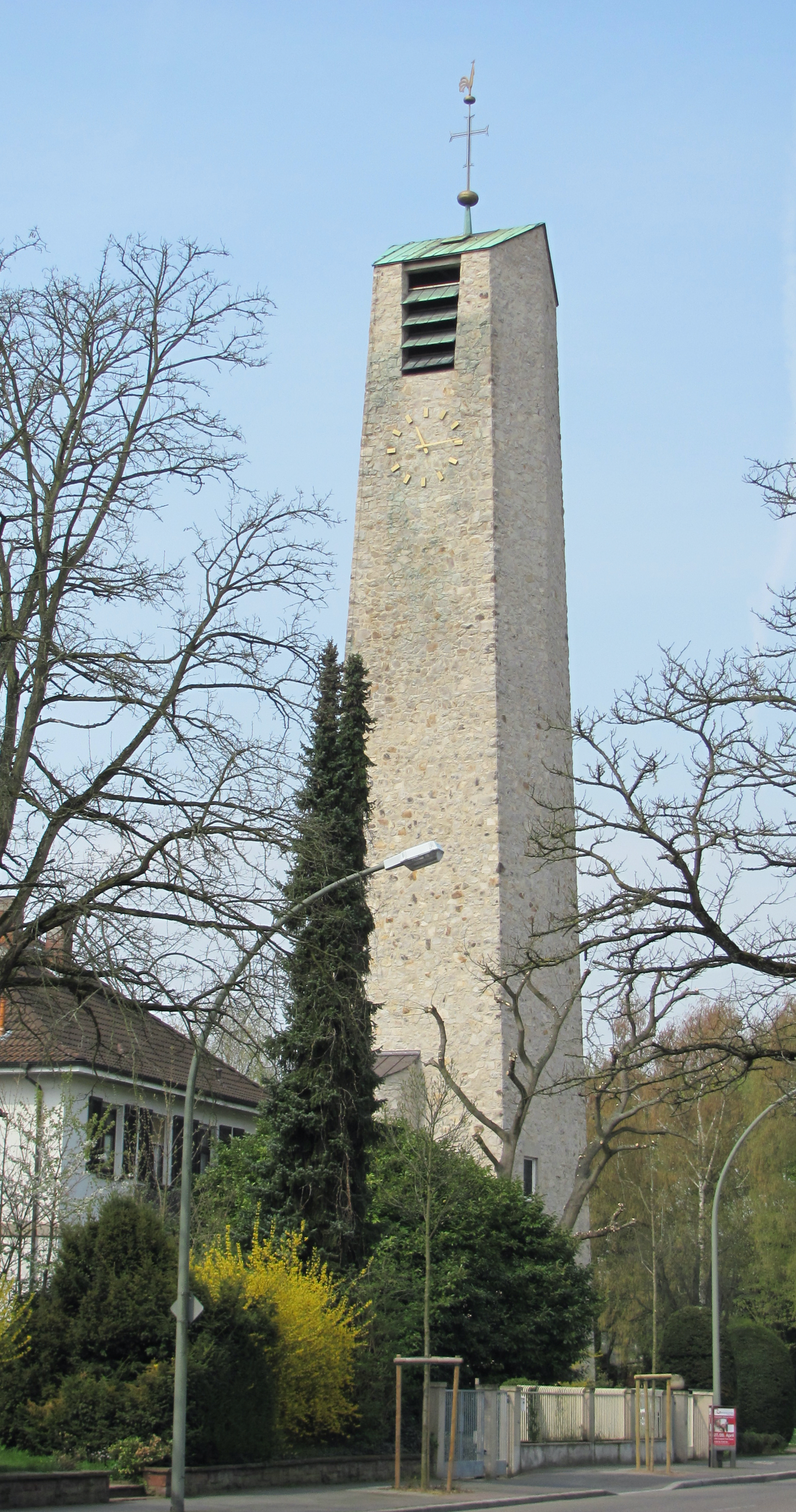
Kirchturm der Neuen Johanneskirche

Die Neue Johanneskirche in Hanau ist das Kirchengebäude der Johanneskirchengemeinde.

## Lage
Die Kirche liegt auf dem Eckgrundstück Frankfurter Landstraße / Theodor-Fontane-Straße. Postalisch ist sie der Theodor-Fontane-Straße zugeordnet. Optisch und städtebaulich bezieht sie sich aber auf die Frankfurter Landstraße, von wo aus sie eine dominante Stellung einnimmt.

## Geschichte
Nach dem Tod des letzten reformierten Hanauer Grafen, Johann Ernst von Hanau-Münzenberg, 1642 war dessen nächster männlicher Verwandter der lutherische Graf Friedrich Casimir von Hanau-Lichtenberg. Sein Regierungsantritt war problematisch. Um sich die dafür erforderliche Unterstützung der reformierten, finanzkräftigen, bürgerlichen Führungsschicht der Residenzstadt Hanau zu sichern, blieb dem Vormund des Grafen, Freiherr Georg II. von Fleckenstein-Dagstuhl, nichts anderes übrig, als den reformierten Status quo der Grafschaft festzuschreiben.
Trotz dieser Zusicherung bildete sich bald eine lutherische Gemeinde in Hanau, die sich ab 1658 die lutherische (Alte) Johanneskirche errichtete. Todesstoß für die daraus entstandene bikonfessionelle Struktur in Hanau war die durch die napoleonischen Kriege ausgelöste wirtschaftliche und finanzielle Krise. Sie führte 1818 zur Hanauer Union, mit der die beiden evangelischen Landeskirchen fusionierten. Damit verloren die konfessionell organisierten Personalgemeinden ihre Existenzberechtigung und es wurden in Hanau zwei Territorialgemeinden gebildet: die Johanneskirchengemeinde für den westlichen Teil der Stadt, die Marienkirchengemeinde für den östlichen Teil. Mit der Expansion der Stadt im 19. Jahrhundert lag die (Alte) Johanneskirche dann sehr exzentrisch am Rand ihrer Gemeinde. Mit der Zerstörung des Kirchengebäudes im Zweiten Weltkrieg ergab sich die Möglichkeit, einen Ersatz zu schaffen, der viel zentraler im Gebiet der Gemeinde lag: Die Neue Johanneskirche.
Die Gemeinde ist seit dem 1. Januar 2014 ein Bezirk der Evangelischen Stadtkirchengemeinde Hanau im Kirchenkreis Hanau der Evangelischen Kirche von Kurhessen-Waldeck.

## Gebäude

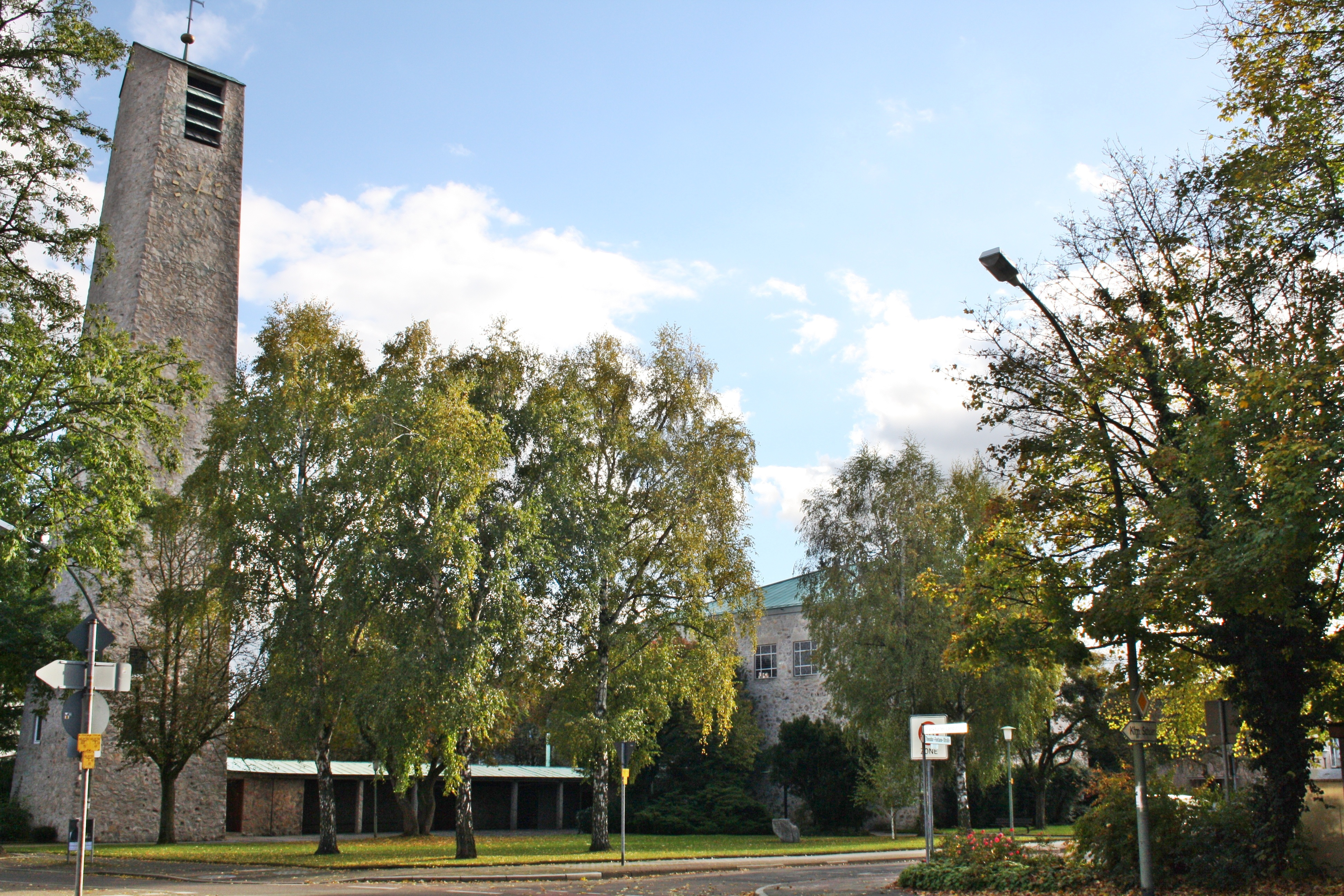
Blick von Nordwesten: Links der Kirchturm, der durch einen Galeriegang mit dem Kirchengebäude (rechts, zwischen den Bäumen) verbunden ist

Das Gebäude – genau genommen: die Gebäudegruppe – besteht aus dem Kirchenraum, dem Kirchturm und einem verbindenden Wandelgang. Alle drei Gebäudeteile sind mit Bruchstein (Trachyt) verblendet, was dem Ensemble einen monumentalen Ausdruck verleiht. Architekt war Heinrich Otto Vogel, Trier. Errichtet wurde die Anlage in den Jahren 1958 bis 1960.

### Kirche
Das Kirchengebäude hat eine kubische Form und ist von der Frankfurter Landstraße weit zurückgesetzt. Der Innenraum wird einerseits durch geschlossene Wände und hoch sitzende Fenster charakterisiert. Dies erinnert zusammen mit der streng geometrischen Wandbemalung in Rot-, Blau- und Grautönen sowie in Schwarz, an die Architektur römischer Thermen. Andererseits fallen die – im typischen Stil der fünfziger Jahre ohne Sockel und Kapitel gestalteten, extrem schlanken – Säulen auf, die die Außenwände begleiten und in deren Mitte sich die Sitzgelegenheiten (früher: Bänke, heute ersetzt durch Stühle) für die Gottesdienstbesucher befinden.

### Glockenturm
Der Glockenturm ist als „Campanile“ weit von dem Kirchengebäude abgesetzt. Er steht unmittelbar an der Frankfurter Landstraße. In ihm befinden sich auch zwei Räume für die kirchliche Jugendarbeit.

### Wandelgang
Ursprünglich verband ein Wandelgang Kirchengebäude und den Kirchturm. Es handelt sich um ein typisches Versatzstück in der Architektur von Heinrich Otto Vogel. Gedacht war er als Ruhezone, um die Kirche von der Hektik der Umgebung abzugrenzen. Faktisch diente er als Unterstellmöglichkeit für Fahrräder. Dieser Wandelgang wurde 2015/2016 durch ein Gemeindehaus ersetzt, das aber an seiner Schauseite das überkommene Erscheinungsbild des Wandelgangs wahrt.

## Gemeinde
Bekannte Gemeindemitglieder waren:
- Elisabeth Schmitz